# Зелёный гоблин (Ultimate Marvel)
Зелёный го́блин (англ. Green Goblin), настоящее имя — Но́рман О́зборн (англ. Norman Osborn) — суперзлодей комиксов издательства Marvel Comics. Представляет собой альтернативную версию одноимённого персонажа из вселенной Ultimate Marvel. Художник Марк Багли сделал его похожим на актёра Брайана Деннехи по указанию сценариста Брайана Майкла Бендиса.

## Биография вымышленного персонажа
Норман Озборн был сыном Амберсона Озборна и братом Шер Озборн. Он стал одним из самых богатых и влиятельных людей в Нью-Йорке. Будучи жестоким и беспринципным дельцом, готовым на всё ради достижения своих целей, он поднял свою компанию «Озкорп» до лидирующей позиции в области научных и медицинских исследований. В какой-то момент Озборн получил госзаказ на воссоздание сыворотки Суперсолдата, после чего посвятил всё своё время разработке формулы ОЗ, позволяющей сотворить новых сверхлюдей. Из-за этого он только сильнее отдалился от своей жены Марты и сына Гарри. Когда паук с инъекцией ОЗ укусил Питера Паркера во время школьной экскурсии и тот обрёл удивительные способности, Норман пришёл к выводу, что если ОЗ в сочетании с паучьей ДНК стали причиной паучьих способностей Паркера, то ОЗ в сочетании с собственной ДНК Озборна превратит его в усиленную версию самого себя. Тем не менее, эксперимент прошёл не по плану и, в результате образовавшегося взрыва, который серьёзно ранил одного из его учёных, доктора Отто Октавиуса, Норман превратился в мускулистого, гротескного напоминающего гоблина монстра, обретая сверхчеловеческую силу, рефлексы, выносливость, скоростью и прочность, а также способность прыгать на большие расстояния. Ко всему прочему, он становится пирокинетиком, будучи в состоянии покрывать своё тело пламенем и стрелять огненными шарами. Пытаясь уничтожить все доказательства своего существования, Зелёный гоблин убил жену Нормана, но Гарри удалось спастись из подожжённого дома. На следующий день Гоблин напал на школу, где учится Гарри, но его остановил недавно появившийся герой Человек-Паук. Во время боя Зелёный Гоблин упал с моста в реку, но, вопреки всеобщему мнению, пережил сражение.
Некоторое время спустя, Норман, по его же собственному заявлению, «эволюционировал». Он научился контролировать свои превращения в теперь уже разумного Зелёного гоблина с помощью инъекций ОЗ. Из-за передозировки ОЗ Озборн начал видеть галлюцинации. Из-за них Гоблин видел окружающий его мир через кроваво-красный фильтр и был окружён преследующими его существами, известными как «плазмидами». Вернувшись в Нью-Йорк, Норман убедил общественность, что ответственность за поджог семейного дома Озборна лежала на его конкуренте Джастине Хаммере. Вновь превратившись в Зелёного гоблина на глазах Паркера, Озборн приказал мальчику отказаться от супергеройской деятельность и начать работать на него, в противном случае угрожая убить его близких. Прежде всего Гоблин поручил Питеру убить Ника Фьюри, директора Щ.И.Т.а. Когда Паркер отказался подчиняться Норману, Зелёный гоблин похитил Мэри Джейн Уотсон, которую затем сбросил с моста. Человеку-Пауку удалось спасти свою девушку от смертельного падения, после чего он присоединился к оперативникам Щ.И.Т.а в нападении на Зелёного гоблина. Развернувшееся сражение завершилось в пентхаусе Озборна на Манхэттене, где Зелёный гоблин прошёл через очередную трансформацию из-за передозировки ОЗ. Гарри, ставший свидетелем покушения на убийство своего лучшего друга Питера, нанёс Гоблину удар в спину обломком рамы забившегося стекла. Норман вернулся к своему прежнему облику и потерял сознание, став пленников агентов Щ.И.Т.а.
В ограниченной серии Ultimate Six Норман и Доктор Осьминог разработали план побега из тюрьмы, в ходе которого Норман воспользовался возможностью превращаться в Гоблина в любое время по собственному желанию. Ко всему прочему, он перестал видеть галлюциногенных «плазмидов», пережив так называемую «переходную стадию» во время своей последней конфронтации с Питером. Кроме того, его речь в форме Зелёного гоблина стала более связной. Объединив усилия с Крейвеном-охотником, Песочным человеком и Электро, Озборн и Октавиус похитили Питера, чтобы тот стал шестым участником их команды. Озборн назвал Человека-паука своим «настоящим» сыном и заявил, что тот принадлежит ему, после чего направился вместе со своими людьми к Белому дому. Там же появился Гарри, которого Фьюри использовал в качестве своей козырной карты против Зелёного гоблина. Гарри умолял своего отца остановиться, в то время как Капитан Америка убедил Питера во лжи Осборна. Норман готовился вернуться в нормальное состояние, однако Железный человек нанёс ему удар в спину, из-за чего разъярённый Озборн набросился на людей Щ.И.Т.а. Вновь потерпев поражение, Озборн был помещён в криогенную камеру.
Озборн вновь становится человеком, пребывая в камере строгого режима вместе с другими сверхлюдьми. Когда Кэрол Дэнверс пытается допросить Нормана, тот заявляет, что будет отвечать только перед Фьюри. Затем он превращается в Зелёного гоблина, обходя предпринятые меры безопасности, что, по его заявлению, стало возможным из-за очередной «эволюции». Несмотря на то, что «плазмиды» больше не преследуют Гоблина, он поддался тяжёлой паранойе, полагая, что все, кроме него, безумны, а Фьюри — тиран, который заключает в тюрьму любого, у кого есть сила подняться. В ходе побега он заручился обещанной помощью Электро в качестве платы освобождение. Среди других сбежавших суперзлодеев оказались Красный Омега, Крейвен-охотник и Гвен Стейси (Карнаж). Некоторое время спустя, Норман посетил ток-шоу, где обвинил Фьюри в заключение под стражу против своей воли, а также утверждал, что директор Щ.И.Т.а запретил ему видеть с сыном. Гоблин пришёл в ярость, когда увидел телевизионную трансляцию пресс-конференции Щ.И.Т.а, на которой Гарри назвал своего отца больным человеком, убившим его мать. В дальнейшем Гоблин напал на вертолетоносец Щ.И.Т.а и вступил в сражение с Гарри, превратившегося в другого Гоблина. Несмотря на вмешательство Человека-паука, Норман забил своего сына до смерти и, с ужасом осознав, что он убил собственного ребёнка, принял свой человеческий облик и попросил Денверс убить его, после чего получил выстрел в голову.
Норман, к собственному удивлению, смог пережить ранение в голову, после чего вновь находился под наблюдением Щ.И.Т.а. Несмотря на то, что в его теле не осталось следов ОЗ, он смог превратиться в Гоблина. Озборн совершил побег вместе с другими врагами Человека-паука: Доктором Осьминогом, Электро, Песочным человеком, Крейвеном и Стервятником. В то время Щ.И.Т. и Алтимейтс были заняты Мстителями. Озборн назвал сие стечение обстоятельств «волей Господа», воодушевив своих товарищей на убийство Человека-паука. Когда Доктор Осьминог отказался последовать за Озборном, Гоблин убил своего бывшего союзника, а затем, вместе с остальными злодеями, направился к дому Питера. По окончании битвы, Гоблин, по всей видимости, погиб, после того, как Человек-паук забил его грузовиком. Тем не менее, взрыв автомобиля привёл к смерти и без того раненого Паркера, отчего на лице Озборна появилась улыбка.
За несколько месяцев до своей трансформации и мнимой смерти, Норман заставил доктора Конрада Маркуса создать ещё одного паука с инъекцией ОЗ, который последствии укусил Майлза Моралеса. Позже выяснилось, что Озборн пережил последнее противостояние с Питером Паркером и по-прежнему находился под стражей Щ.И.Т.а до момента очередного побега, намереваясь убить нового Человека-паука. Сбежав из-под стражи, Гоблин нападал на Моралеса, но на помощь ему прибыл воскресший Питер Паркер. Выяснилось, что формула Оз, воздействию которой подверглись и Паркер и Озборн, наградила обоих бессмертием. Зелёный гоблин был побеждён Людьми-пауками, после чего детектив Мария Хилл сожгла его тело.
По окончании сюжетной линии Secret Wars Гоблин воскрес и был замечен в противостоянии с Человеком-пауком и Алтимейтс.
Когда на инженерный корпус Университета Эмпайр-стей напала неизвестная угроза, Майлз Моралес в роли Человека-паука столкнулся с Зелёным гоблином, в котором признал своего давнего врага. Во время битвы с Гоблином, Майлз попадал в засаду злодея по имени Ультиматум, который победил его благодаря способности изменять размер своего тела. Признав Майлза, Ультиматум схватил Зелёного гоблина и использовал свои реактивные ботинки, чтобы скрыться вместе с ним.
Получив образец препарата, который производил Ультиматум, Человек-паук вновь столкнулся с Гоблином. Майлзу удалось победить Зелёного Гоблина и передать его полиции. Тем не менее, Озборн сбежал из заточения и использовал собственный препарат, чтобы превратить людей в уменьшенные версии самого себя, называемые гоблиноидами. Вместе со своими гоблиноидами, Зелёный Гоблин совершил нападение на Бруклинскую Академию имени Вижена. Несмотря на проигрыш, Гоблину удалось ускользнуть. Впоследствии выяснилось, что Ультиматум помогал Зелёному гоблину создать армию гоблиноидов в рамках заговора по захвату Бруклина. В дальнейшем, Второй Человек-паук и Бродяга вступили в конфронтацию с Зелёным гоблином и гоблиноидами, к которым затем присоединился Ультиматум. Бродяга пожертвовал собой, чтобы произвести взрыв обратного ионного импульса, перегрузив свой костюм. Это привело к отправке Ультиматума и Зелёного гоблина обратно на Землю-1610, а также возвращению гоблиноидов к своей человеческой форме.

## Силы и способности
Поскольку способности Зелёного гоблина произошли от формулы ОЗ, его сила зависит от того, насколько велико было её воздействие. В результате воздействия меньшей дозы он приобретает зелёные когти, рога и голову, хотя в остальном остаётся похож на человека. Вернувшись, он увеличивает объём дозы, увеличившись в размерах и приобретает зелёный оттенок кожи с большим количеством гребней. При передозировки ОЗ, его рога и мышечная масса заметно укрепляются, как и количество гребней. Позже он разрабатывает способ трансформации без ОЗ, приобретая более крупную и мощную форму, что делает инъекции устаревшими. Эта версия, по всей видимости, обладает своего рода бессмертием, неоднократно воскресая и «эволюционируя» в последующих появлениях.

## Вне комиксов

### Телевидение
Стивен Уэбер озвучил Ultimate-версию Зелёного гоблина в мультсериале «Великий Человек-паук» 2012 года. Здесь он изображается как зеленокожий монстр с демоническими крыльями. Подобно своему аналогу из комиксов, Гоблин убил первого Человека-паука и стал заклятым врагом Майлза Моралеса, второго Человека-паука. Дебютировав в эпизоде третьего сезона «Паучья Вселенная: часть 3», Гоблин сражается с «основным» Человеком-пауком мультсериала и Майлзом Моралесом, а также отказывается заключать союз со своим аналогом из другой вселенной, утверждая, что только он один вправе убить Людей-пауков. В четвёртом сезоне Ultimate Гоблин попадает в «основную» вселенную мультсериала, будучи призванным Бароном Мордо. Он сражается с Людьми-пауками и Доктором Стрэнджем, после чего Моралес уничтожает устройство, ответственное за их перемещение в другую реальность. Впоследствии Доктор Осьминог вербует Гоблина в Зловещую шестерку, которая нападает на Трискелион, однако Гоблин вновь терпит поражение от руки Человека-паука.

### Кино
Норман Озборн / Зелёный гоблин появляется в анимационном фильме «Человек-паук: Через вселенные» 2018 года, где его озвучил Йорма Такконе. Образ Гоблина базируется на Ultimate-версии, однако в нём также угадываются элементы из других воплощений. Работая на Кингпина, Гоблин защищает Суперколлайдер своего босса от Человека-паука. В ходе развернувшегося сражения происходит взрыв, в результате которого Человек-паук получает серьёзные ранения, а Гоблин погибает.

### Видеоигры
- Ultimate-версия Зелёного гоблина, озвученная Питером Лурье[37], появляется в игре Ultimate Spider-Man 2005 года. Он находится в плену у Щ.И.Т.а, однако Жук способствует его побегу. Человек-паук преследует Гоблина, когда тот вырывается из посольства Латверии. Между ними завязывается сражение по всему Нью-Йорку, которое заканчивается в конференц-зале. Впоследствии отряд Щ. И. Т.а во главе с Шэрон Картер забирает Гоблина под стражу.
- Ultimate-версия Зелёного гоблина, озвученная Нилом Капланом[38], является одним из двух играбельных персонажей в Spider-Man: Battle for New York 2006 года для Game Boy Advance и Nintendo DS. Игра служит пересказом истории его происхождения и первой встречи с Человеком-пауком.
- Ultimate-версия Гоблина является главным антагонистом игр Spider-Man: Toxic City 2009 года и Ultimate Spider-Man: Total Mayhem 2010 года.
- Ultimate-версия Гоблина является одним из костюмов классического Зелёного гоблина в игре Marvel: Future Fight 2015 года.